# فضای آدرس مشترک IPv4
فضای آدرس IPv4 تقریباً تمام شده است. با این حال، ارائه‌دهندگان خدمات اینترنت (ISPها) باید همچنان از رشد IPv4 تا زمانی که IPv6 به‌طور کامل مستقر شود، پشتیبانی کنند. به این منظور، بسیاری از ISPها از یک دستگاه NAT در مقیاس حامل (Carrier-Grade NAT یا CGN) استفاده خواهند کرد. از آنجا که CGNها در شبکه‌هایی استفاده می‌شوند که در آن انتظار می‌رود فضای آدرس عمومی باشد، و فضای آدرس خصوصی موجود در حال حاضر باعث ایجاد مشکلات عملیاتی در این زمینه می‌شود، ISPها به یک بلوک آدرس IPv4 /10 جدید نیاز دارند. این بلوک آدرس فضای آدرس مشترک نامیده خواهد شد و برای شماره‌گذاری رابط‌هایی که دستگاه‌های CGN را به تجهیزات مشتریان (CPE) متصل می‌کنند، استفاده خواهد شد.
به جای استفاده از آدرس‌های منحصر به فرد IPv4 که به سرعت رو به اتمام هستند، ارائه‌دهندگان خدمات اینترنت (ISPها) از آدرس‌هایی در محدوده 100.64.0.0/10 برای این منظور استفاده می‌کنند. از آنجا که شبکه بین تجهیزات مشتریان (CPE) و روترهای ISP برای هر ISP به صورت خصوصی است، همه ISPها می‌توانند این بلوک آدرس‌ها را به اشتراک بگذارند.

## پیشینه
اگر یک ISP از CGN و فضای آدرس خصوصی اینترنت (10.0.0.0/8، 172.16.0.0/12، 192.168.0.0/16) برای اتصال مشتریان خود استفاده کند، احتمال دارد که تجهیزات مشتریانی که از شبکه داخلی با همان محدوده استفاده می‌کنند، دچار مشکل شوند. دلیل این است که مسیریابی زمانی که از همان محدوده آدرس‌ها در هر دو سمت خصوصی و عمومی تجهیزات NAT مشتری استفاده شود، کار نخواهد کرد. جریان عادی بسته‌ها ممکن است مختل شده و مشتری از اینترنت قطع شود، مگر اینکه مشتری محدوده آدرس خصوصی دیگری را که با محدوده انتخابی ISP تعارض ندارد، انتخاب کند.
این موضوع باعث شد که برخی از ISP‌ها سیاستی را در ثبت نام‌بر‌های اینترنت آمریکایی (ARIN) توسعه دهند تا فضای آدرس خصوصی جدیدی برای CGN‌ها تخصیص دهند. با این حال، ARIN به کارگروه مهندسی اینترنت (IETF) مراجعه کرد تا قبل از اجرای سیاست، مسئله را بررسی کند و اعلام کرد که این موضوع تخصیص عادی نیست بلکه یک رزرو برای اهداف فنی است.
در سال 2012، IETF فضای آدرس مشترکی برای استفاده در پیاده‌سازی‌های CGN ISP و دستگاه‌های NAT که می‌توانند همان آدرس‌ها را در هر دو رابط ورودی و خروجی مدیریت کنند، تعریف کرد. ARIN فضای مورد نیاز را به IANA برگرداند و بلوک آدرس تخصیص داده شده 100.64.0.0/10 بود.

## انتقال به IPv6
استفاده از فضای آدرس مشترک یکی از روش‌های مختلف برای انتقال از IPv4 به IPv6 است. هدف اصلی آن به تأخیر انداختن اتمام آدرس‌های IPv4 با اجازه دادن به ISP‌ها برای معرفی یک لایه دوم NAT بود. یک عمل معمول این است که به تجهیزات مشتریان یک آدرس IPv4 منحصربه‌فرد در رابط اینترنتی آنها داده و از NAT برای پنهان کردن تمام آدرس‌ها در شبکه محلی استفاده شود. از آنجا که فضای آدرس عمومی IPv4 تمام شده، دیگر برای اکثر ISP‌ها امکان پذیر نیست که آدرس‌های IPv4 منحصر به فرد به تجهیزات مشتریان اختصاص دهند، زیرا هیچ آدرس جدیدی برای دریافت وجود ندارد. در عوض، یک آدرس در محدوده 100.64.0.0/10 به رابط اینترنتی تجهیزات مشتریان اختصاص داده می‌شود و این آدرس دوباره به یکی از آدرس‌های عمومی IPv4 روترهای مرکزی ISP ترجمه می‌شود. استفاده از فضای آدرس مشترک به ISP‌ها اجازه می‌دهد تا همچنان از IPv4 به شکلی که عادت کرده بودند، استفاده کنند. این طرح تعداد زیادی از آدرس‌های IP را پشت یک مجموعه کوچک از آدرس‌های عمومی پنهان می‌کند، همانطور که تجهیزات مشتریان این کار را به صورت محلی انجام می‌دهند، و سرعت اتمام آدرس‌های IPv4 را کاهش می‌دهد. فضای آدرس مشترک شامل 4194304 آدرس است، بنابراین هر ISP می‌تواند بیش از 4 میلیون مشترک را به این طریق متصل کند.

## دیگر اتفاقات
در BIND، نواحی نقشه‌برداری معکوس خالی برای 100.64.0.0/16 تا 100.127.0.0/16 (64 ناحیه در مجموع)  اگر به طور دیگری تنظیم نشده باشد، به طور خودکار در نمای 'internal' ایجاد می‌شوند.

## جستارها وابسته
- فهرست سایر آدرس‌های IPv4 با استفاده ویژه .